# Hypsoprorachis nigerrima
Hypsoprorachis nigerrima är en insektsart som beskrevs av Fowler. Hypsoprorachis nigerrima ingår i släktet Hypsoprorachis och familjen hornstritar. Inga underarter finns listade i Catalogue of Life.